# Herald
Herald — эстонская хеви-метал-группа, основанная в 2000 году Эгертом Ванделем и Мартом Вески. Вместе с барабанщиком Раано Раялаане трио приняло участие в трибьюте Judas Priest. В 2001 году к группе присоединился Март Калверт, после чего группа начала выступать вживую.
В 2002 году группа приступила к записи демо под названием «Heavy Metal Wakes the Beast» на студии MetalWorks и выпустила его в 2003 году.
В 2005 году был подписан контракт с лейблом Area Death Productions и выпущен полноценный дебютный альбом группы.
Выход нового EP группы «Heavy Metal rules» был приурочен к выступлению на фестивале Hard Rock Laager 2006, на котором наряду с Herald выступали такие группы, как Tiamat и Satyricon.
После трех лет затишья группа выступила на фестивале Hard Rock Laager 2009 с обновлённым составом. Из группы ушли вокалист Март Калвет и басист Марвин. На их место пришли Свен Варкел и Отт Орас.
В 2010 году вышел второй полноформатный альбом группы — Gaia.
Свой третий альбом, получивший название Masin, музыканты выпустили в июле 2015 года. За этот альбом группа удостоилась Ежегодной музыкальной премии Эстонии 2016 в номинации «метал альбом года».

## Состав группы
- Свен Варкел — вокал;
- Эгерт Вандел — гитара;
- Тауно Нава — гитара;
- Отт Орас — бас-гитара;
- Ранно Раялаане — ударные

### Бывшие участники
- Март Калвет — вокал (2001—2008)
- Виктор Вилланд — бас-гитара (2003—2006)
- Марвин — бас-гитара (2006—2008)
- Март Вески — бас-гитара (2000—2002)

## Дискография
- 2003 — Heavy Metal Wakes the Beast (демо)
- 2005 — Heavy Metal Wakes the Beast
- 2006 — Hevilihas/Heavy Metal Rules (EP)
- 2010 — Gaia
- 2015 — Masin